# Districte de Rolle

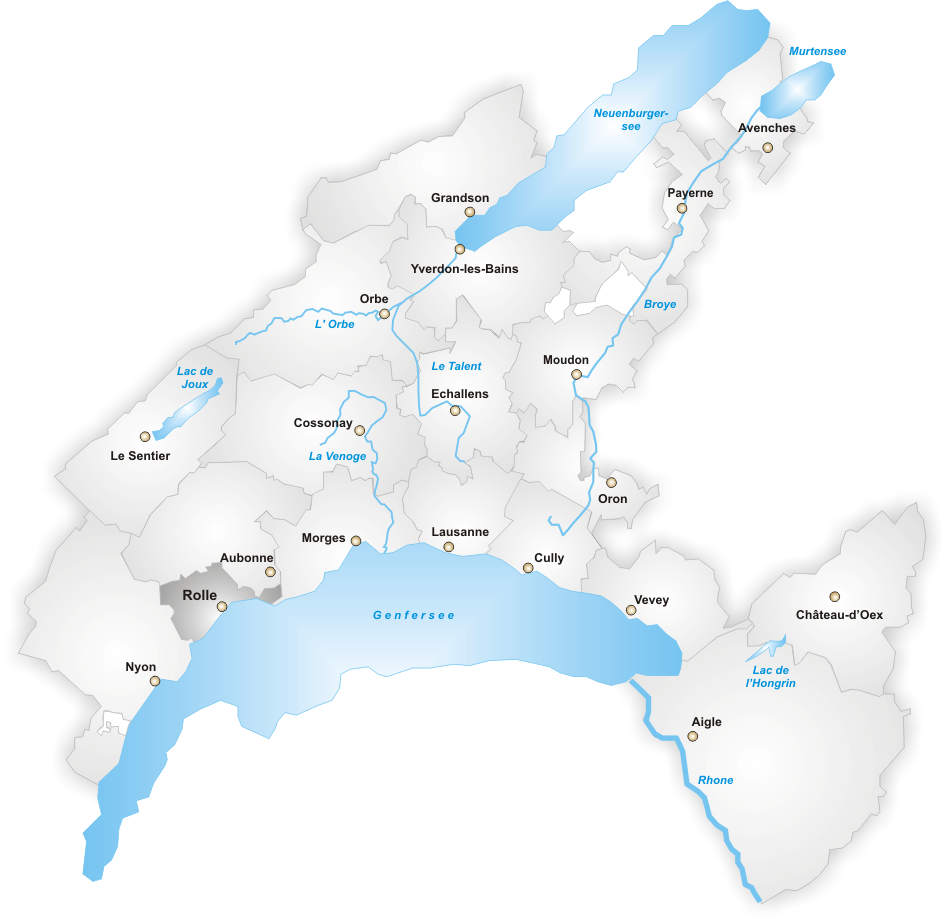
L'antic districte de Rolle

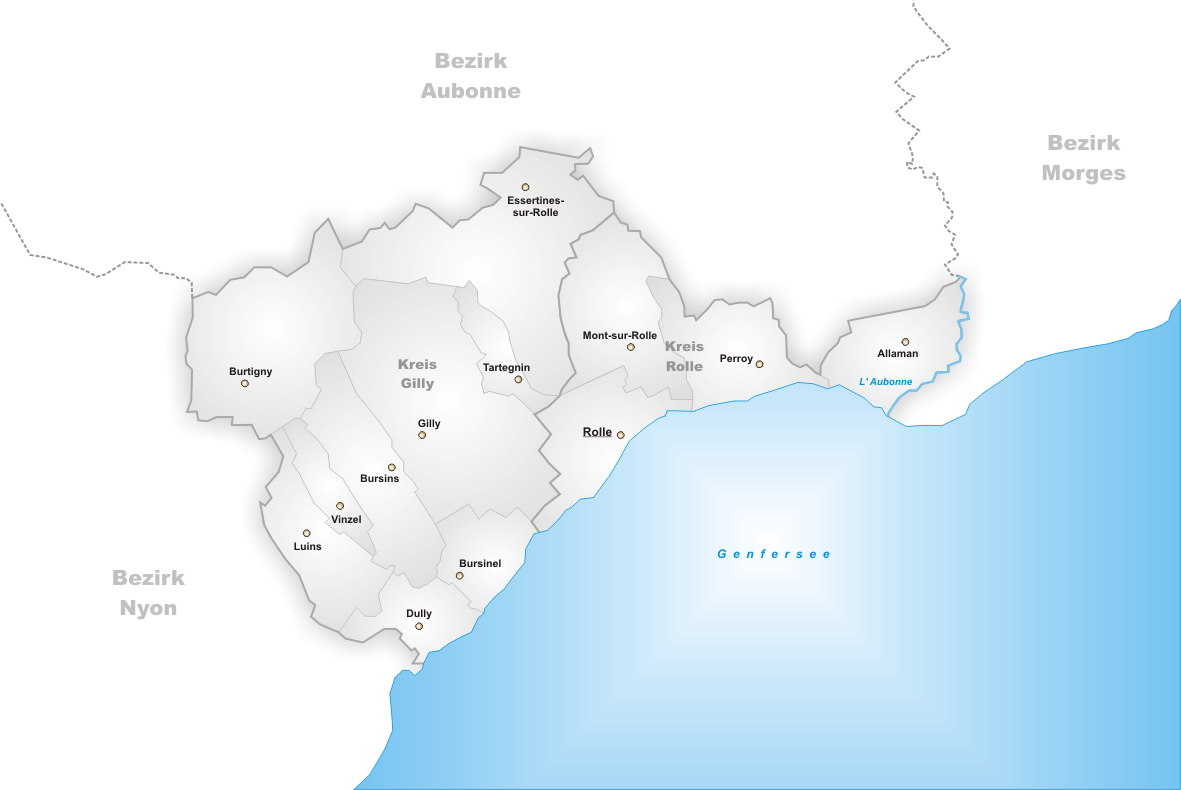
Municipis de l'antic districte de Rolle

El districte de Rolle és un dels antics 19 districtes del cantó suís de Vaud que va desaparèixer en la reforma del 2008. Els seus municipis van anar a parar al districte de Nyon, excepte el municipi d'Allaman que va anar al districte de Morges.

## Municipis
- Cercle de Gilly
  - Bursinel
  - Bursins
  - Burtigny
  - Dully
  - Essertines-sur-Rolle
  - Gilly
  - Luins
  - Tartegnin
  - Vinzel

- Cercle de Rolle
  - Allaman
  - Mont-sur-Rolle
  - Perroy
  - Rolle